# کریس گاسدن

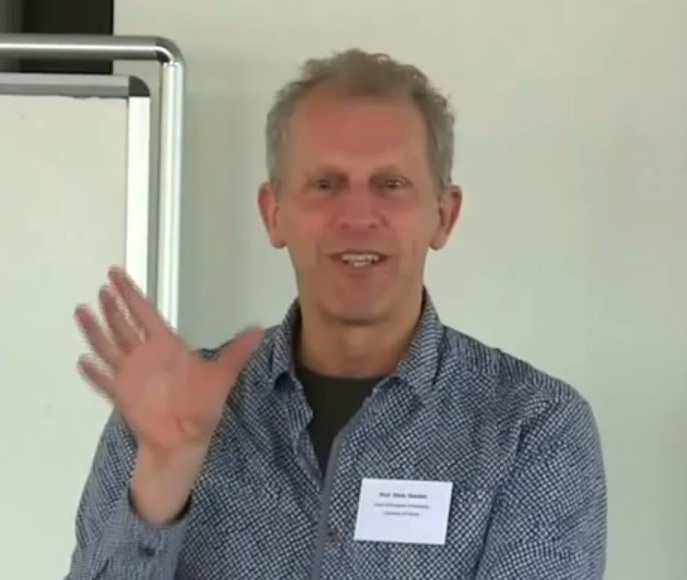
کریستوفر هیو گاسدن - ۲۰۱۴

کریستوفر هیو گاسدن FBA (متولد ۱۹۵۵) باستان‌شناس بریتانیایی متخصص در باستان‌شناسی هویت، به ویژه هویت انگلیسی است. وی استاد باستان‌شناسی اروپا و مدیر انستیتوی باستان‌شناسی در دانشگاه آکسفورد است. وی همچنین عضو هیئت امنای موزه بریتانیا است.
گاسدن در سال ۱۹۵۵ متولد شد. وی در دانشگاه شفیلد باستان‌شناسی خواند و در سال ۱۹۷۷ با مدرک لیسانس هنر (BA) و در سال ۱۹۸۳ با درجه دکترا (PhD) فارغ‌التحصیل شد.

## آثار
- پیش از تاریخ، کریس گاسدن، جواد دانش‌آرا (مترجم)، تهران: فرهنگ معاصر